# 周氷河地形

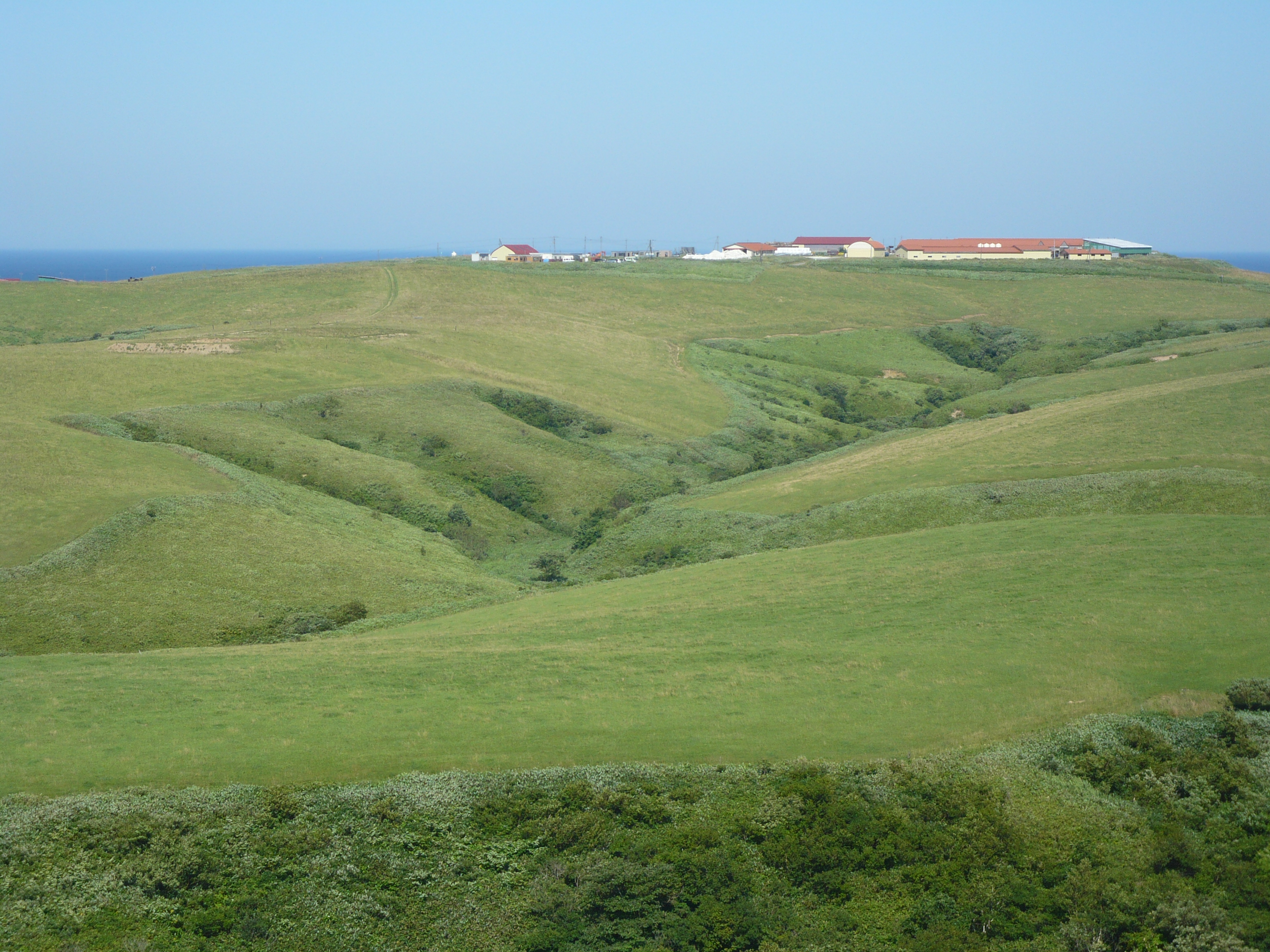
宗谷丘陵の周氷河地形

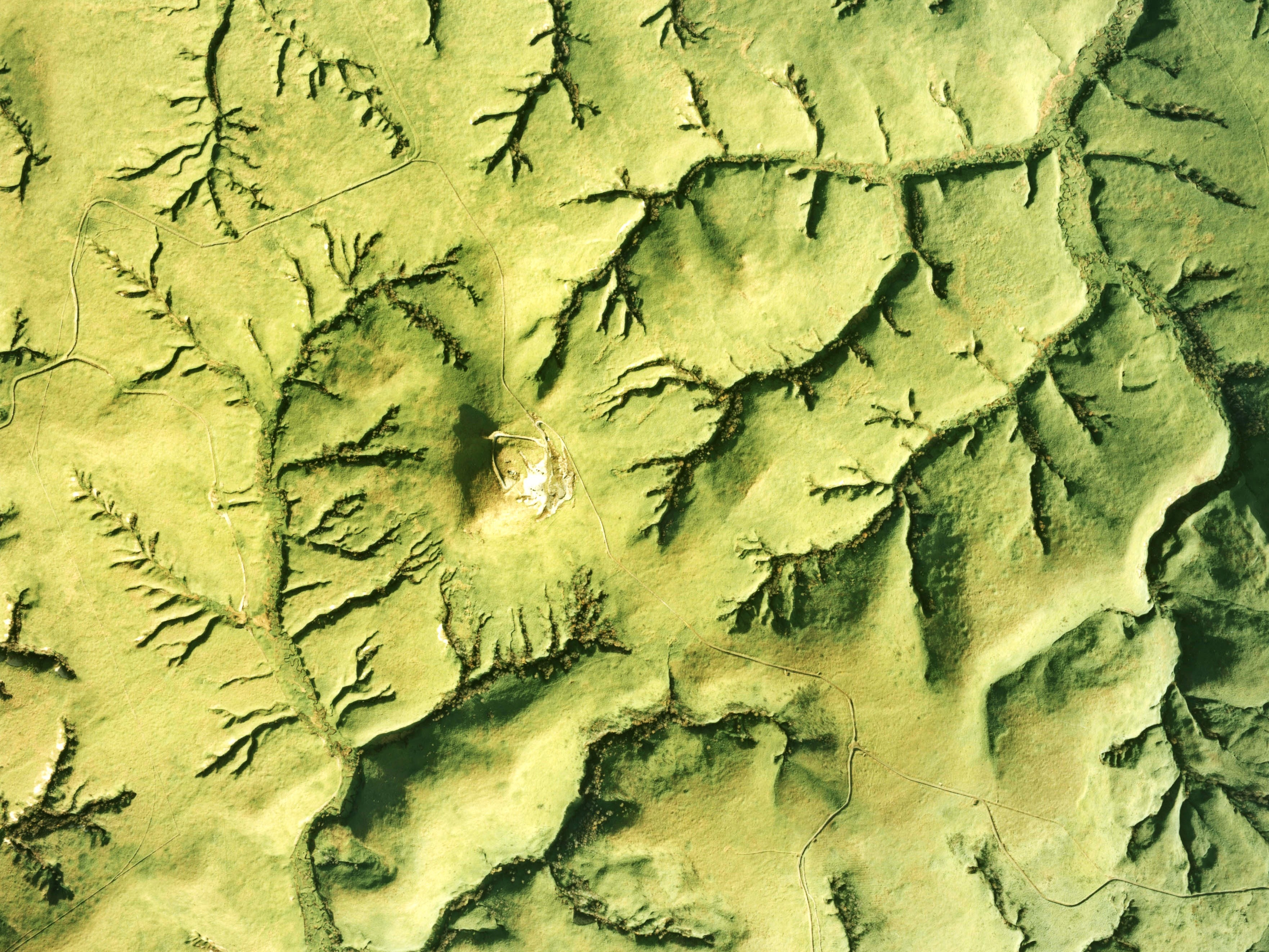
宗谷丘陵（丸山付近）の空中写真。
なだらかな丘陵が形成される周氷河地形の様子が分かる。
（1977年撮影）

周氷河地形（しゅうひょうがちけい）とは、地中の水分が凍結や融解を繰り返すこと（凍結融解作用）によって形成される地形。日本では北海道稚内市の宗谷岬周辺などに見られる。

## 概要
主として寒冷地に見られる地形であるが、それ以外でも過去の氷期に形成されたものもある。また、山地では森林限界から雪線までの間で見られ、そこを「周氷河地域」と呼ぶ。凸部は低く傾斜も緩やかになり、凹部は船底型ないし皿状の谷（皿状谷・デレ dell）が形成され、それらの緩やかな起伏が連続するのが目に見える特徴である。

## 研究史
周氷河地形に関する研究は20世紀初めから行われ、当時は記載的な内容（分布や形態など）の研究が中心であった。1950年代になると北極圏を中心に周氷河プロセスの研究が進展し、測量のほか、地表の変位、地中の変形の測定などの野外調査が行われた。1970年（昭和45年）頃では日本でも周氷河地形の研究が活性化した。この背景には寒冷地形談話会の発足があると指摘されている。
1980年代後半になると、1年以上にわたる連続記録が可能な乾電池式のデータロガーが開発され、地形変化の定量的な通年観測・分析が可能になった。21世紀になると地下構造の可視化が可能となったほか、国際極年にあわせて極域の凍土や周氷河地形の研究も進行している。

## 例
- 宗谷丘陵（北海道稚内市） - 宗谷岬周辺。北海道遺産に選定されている。
- 砥峰高原（兵庫県神崎郡神河町）
- アイスランド - 地形の大部分が周氷河地形